# ヴォルチャ級
ヴォルチャ級（ヴォルチャきゅう、 Vor'cha class）はアメリカのSFドラマ『スタートレック』シリーズに登場するクリンゴン帝国防衛軍所属宇宙艦の級名。

## 概要
クリンゴン帝国防衛軍の攻撃巡洋艦。全長481.32m、全高106m、全幅341.76m、乗員1900名。惑星連邦との同盟以降に建造されたクラスで、宇宙艦隊との技術交流で得られたノウハウをいくつか取り入れている。これらは、船体の分離機構（ミッションポッド換装機構）およびワープナセル形状に見ることができる。
全体的にはクティンガ級のデザインを踏襲しているが、ほとんど棒に近かったネック部分が太く剛健な形状に変わり、艦首ブロックは球型からU字型になっている。艦橋ブロックは艦首ではなくネック部の先端上面にある。艦首ブロックは船体から分離が可能で、単独で通常航行することが出来る。この船首ブロックは船が当てられた任務の内容によって用意された数種類から選択可能だが、通常は3門のディスラプターキャノンを搭載した戦闘タイプのものが取り付けられている。左右ウィングの端に接続されたワープナセルは、先端にバサードコレクターがあり、側面に内部プラズマ加速の発光が見えるウィンドウが開けられているという宇宙艦隊で一般的に使用されているデザインのものになっている。多数のディスラプターキャノン・ビームバンク、光子魚雷ランチャー、遮蔽装置を装備。
上位クラスであるネグヴァー級が登場したあとも防衛軍の主力艦として長く活躍する。

## ヴォルチャ級攻撃巡洋艦一覧
I.K.S.トーカート（I.K.S.Toh'Kaht）
2369年に調査任務でガンマ宇宙域のサルタナ星を訪れる船。闘争本能の塊であるテレパシーを封印していたドームを船内に収容してしまい、テレパシーに感染したクルー同士が戦って全滅する。
I.K.S.ドロヴァーナ（I.K.S.Drobna）
2372年、ベイジョー星系を封鎖するため領域内に無断で遮蔽機雷を敷設していた防衛軍艦隊の1隻。誤って機雷に衝突し損傷、航行不能になっていたところをU.S.S.ディファイアントに救助され、ディープ・スペース・ナインまで曳航される。
I.K.S.マター（I.K.S.Maht-H'a）
ニューダック大佐の指揮。2369年、惑星連邦のリチャード・ガレン教授が研究していた遺伝子プログラムの秘密を追っていた船。最終的にはU.S.S.エンタープライズDと協力し、ヒューマノイド共通の祖先を発見する。
I.K.S.カーン（I.K.S.Kang）
ルーサの息子ジャラド大佐の指揮。2409年、アルファ宇宙域でも有数のトパリン産地であるアエラス星の採掘権を巡り、宇宙艦隊のレナード・ジェームズ・アカアー元帥と争う。船名は23 - 24世紀にかけて活躍したクリンゴンの英雄、カーンに由来。『Star Trek Online』に登場。
I.K.S.ドゥーグ（I.K.S.Dugh）
ケムタック大佐の指揮。2409年、ブヴァット大使の命を受け惑星連邦の遺伝子学者アマル・シンの暴挙からコルヴァット・コロニーを守るため派遣される。宇宙艦隊船との戦闘で致命的な損傷を受けたあと、敵艦に対して体当たりを試みるが失敗し撃沈される。『Star Trek Online』に登場。
I.K.S.タラル（I.K.S.Taral）
バトルグループ・オメガに所属。『Star Trek Online』に登場。